# Roios
Nota linguística: Com a entrada em vigor do Novo Acordo Ortográfico este topónimo passará a ser grafado Roios.
Roios é uma povoação portuguesa sede da Freguesia de Roios do Município de Vila Flor, freguesia com 15,61 km² de área e 148 habitantes (censo de 2021), tendo, por isso, uma densidade populacional de 9,5 hab./km².

## Geografia
Encontra-se em plena montanha, a descair para o Vale da Vilariça. Várias teses se levantam quanto à origem do nome. Segundo o Abade de Baçal, o nome de Roios virá do nome próprio do homem “Roio”. No entanto mais viáveis serão as teses de Frei Domingos Vieira e Pinho Leal, segundo as quais, Roios terá derivado de arroio, que significa linha ou nascente de água.
Durante vários anos Roios passou por várias comarcas. Em 1839 aparece na comarca de Moncorvo e em 1852 na de Mirandela, passando para o Concelho (atual município) de Vila Flor em 1902.
É uma aldeia de povoamento remoto, onde os vestígios romanos existem para comprová-lo. Na Parede Nova, habitat romano, foram encontradas muitas telhas, moedas, mós manuárias e cerâmicas romanas. No local do Ribeiro calcula-se que os romanos tenham explorado algumas minas. Ali apareceu a estátua de um carneirinho em bronze que se encontra actualmente no Museu Regional de Bragança. Outro habitat romano é o Cabeço de S. Pedro onde se encontraram várias peças e utensílios romanos.
Quanto ao património a igreja Matriz, dedicada a S. João Baptista, construída em finais do séc. XVIII, possui no tecto representadas dez cenas da vida dos apóstolos. Reza a lenda que existia, junto à capela de Nª Sra. do Rosário, uma fonte cuja água tinha poderes para curar qualquer mal.

## Demografia
A população registada nos censos foi:
| Distribuição da População por Grupos Etários | Distribuição da População por Grupos Etários | Distribuição da População por Grupos Etários | Distribuição da População por Grupos Etários | Distribuição da População por Grupos Etários |
| -------------------------------------------- | -------------------------------------------- | -------------------------------------------- | -------------------------------------------- | -------------------------------------------- |
| Ano                                          | 0-14 Anos                                    | 15-24 Anos                                   | 25-64 Anos                                   | > 65 Anos                                    |
| 2001                                         | 17                                           | 27                                           | 87                                           | 45                                           |
| 2011                                         | 15                                           | 16                                           | 80                                           | 39                                           |
| 2021                                         | 14                                           | 8                                            | 68                                           | 58                                           |

## Atividade Económica
- Olivicultura
- Viticultura
- Pecuária

## Festas e Romarias
- S. João Baptista – 24 de junho
- Sta. Catarina – 25 de novembro
- Nª. Sra. da Graça – 1-º domingo de agosto

## Património
- Igreja Matriz de Roios
- Capela Nª. Sra. Graça
- Fonte Arcada
- Eira com Carrasco
- Fraga do Castelo
- Grutas do Ribeiro
- Palmeira centenária
- Habitat Romano de Parede Nova
- Habitat Romano do Cabeço de S. Pedro
- Núcleo Antigo de Sto. Estêvão

## Gastronomia
- Borrego Assado
- Marmelada de Pêra
- Doce de Abóbora

## Artesanato
- Mantas de Trapos
- Tapetes e Mantas de Rendas com Teares